# 나의 특별한 형제
"나의 특별한 형제"는 2019년에 개봉한 대한민국의 영화이다.

## 줄거리
머리는 비상하지만 전신마비때문에 동구없이는 아무데도 못가는 세하, 몸은 수영선수를 할 정도로 튼튼하지만 두뇌나이는 6살이라 세하없이는 아무것도 못하는 동구. 이들은 '책임의 집'에서 20년을 동고동락한 의형제 사이다. 그런데, 형제의 보금자리였던 책임의 집을 운영하던 신부가 사망하자 모든 지원금이 끊겼고 두사람은 각각 다른 시설에 갈 위기에 처한다. 결국 세하는 동구와 떨어지지 않기위해 구청 수영장 알바생 미현을 영입해 동구를 수영대회에 출전시켜 사람들의 이목을 사로잡는데 성공한다. 하지만 곧 또다른 문제가 터지며 형제는 위기를 맞이한다.

## 캐스팅
- 신하균 : 강세하 역
- 이광수 : 박동구 역
- 이솜 : 남미현 역
- 박철민 : 송석두 역
- 권해효 : 박주민 역
- 길해연 : 장정순 역
- 김중기 : 정순 남편 역
- 김경남 : 육선생 역
- 최광일 : 오촌아저씨 역
- 김민석 : 멧돼지 역
- 우지현 : 안녕이 역

- 윤정로 : 깔끔이 역
- 고봉구 : 인디언 역
- 앤덥 : 래퍼 역
- 안지호 : 어린 세하 역
- 김현빈 : 어린 동구 역
- 연승빈 : 어린 멧돼지 역
- 박정훈 : 어린 안녕이 역
- 고현준 : 어린 깔끔이 역
- 한경원 : 어린 인디언 역
- 김윤호 : 어린 랩퍼 역
- 이도엽 : 오 변호사 역
- 양소민 : 한 변호사 역
- 김승태 : 판사 역
- 서지원 : 마 팀장 역
- 김서원 : 억울 취업남 역
- 양조아 : 신협 직원 역
- 신안진 : 천 주사 역
- 김한나 : 호숫가 여 역
- 김희창 : 편의점 사장 역
- 강은아 : 카페직원 역
- 송철호 : 주민센터 직원 역
- 배명진 : 사랑의 집 남자 역
- 이채은 : 박초롱 역
- 선종남 : 면접관 1 역
- 이선주 : 면접관 2 역
- 정유민 : 이수진 기자 역
- 이호원 : 정육코너 직원 역
- 김자영 : 도우미 아주머니 역
- 오세은 : 여학생 1 역
- 전채원 : 여학생 2 역
- 목규리 : 젊은 정순 역
- 김태완 : 7세 동구 역
- 서희 : 수영장 알바녀 역
- 김동훈 : 자애원 기타남 역
- 김기천 : 택시기사 역 (특별출연)

## 수상
- 2019년 제39회 한국영화평론가협회상 남우주연상 - 신하균
- 2019년 제39회 한국영화평론가협회상 각본상 - 육상효
- 2019년 제40회 청룡영화상 청정원 인기스타상 - 이광수
- 2019년 제6회 한국영화제작가협회상 kreative thinking상
- 2020년 제56회 백상예술대상 영화부문 남자조연상 이광수

## 같이 보기
- 2019년 대한민국의 영화 목록